# 劉淳 (訓導)
劉淳（1329年—1425年），河南南陽人，明朝初期官员。

## 生平
洪武年末，担任原武訓導。后明周王朱橚聘任其为藩王爷师。建文四年，担任右長史。当时端禮門前槐树枯朽，劉淳劝其自咎制戒，后王勇其言修行反省，枯枝复活。于是周王赞赏其数为“攄忠”。后辞职十余年后去世，享年九十七岁。